# Venceslau Ayguals d'Izco
Venceslau Ayguals d'Izco (Vinaròs, 1801 - Madrid, 17 de gener de 1873) va ser un escriptor en castellà i editor valencià. Signava en castellà com a Wenceslao Ayguals de Izco.

## Biografia
Dedicat al comerç, va ser comandant en la Milícia Nacional de la Primera Guerra Carlina i diputat a Corts (1836, 1839, 1840 i 1843) per Castelló. L'any 1840 va ser deportat a les Illes Balears per les seues idees extremistes, però poc després va ser nomenat alcalde de la seua ciutat natal, Vinaròs. Hi va ordenar la construcció del Teatre, del que posteriorment va ser director. Avui dia ja no n'existeix l'edifici. Tanmateix, l'actual Auditori Municipal de Vinaròs duu el seu nom.
L'any 1843 va fundar la seua pròpia editorial: La Sociedad Literaria, que va editar les col·leccions El Novelista Universal i Biblioteca Universal a preus econòmics, perquè accedíssin a la cultura les classes més desfavorides. Aquesta empresa va publicar, per exemple, sis volums de novel·les de Voltaire entre 1845 i 1846, traduïdes per Eladio de Gironella amb el pseudònim de El Doncel, i l'any 1853 va reimprimir el Teatro crítico universal del pare Benito Jerónimo Feijoo.
Va col·laborar en alguns periòdics i va fundar, amb el seu amic Juan Martínez Villergas, publicacions festives com ara La Risa (1844) i El Dómine Lucas (1844 a 1845, 27 números), i d'altres com ara La Guindilla (1842), El Fandango (1844-1846, 24 números) i La Linterna Mágica (1849).

## Obra
Va escriure una sèrie de novel·les per fascicles de marcat caràcter anticlerical i compromís social. La més coneguda i reeixida va ser María, la hija de un jornalero (1845), de la qual es van fer nombroses reimpressions i va ser traduïda, entre altres idiomes, al francès pel mateix Eugène Sue, que era amic seu. Descriu els sofriments de María, filla d'un obrer en atur i acorralada per un clergue luxuriós, fray Patricio, i un noble, el Barón de Lago, que intenten seduir-la amb calúmnies i pressions econòmiques. Al final assoleix casar-se amb Luis, fill de família rica. Ayguals predica la igualtat d'oportunitats, la justícia social i igualitària, la llibertat de premsa i la separació entre Església i Estat.
Aquesta obra va introduir el fulletó a Espanya, gènere literari de consum publicat per capítols en periòdics o fascicles i dirigida a un públic proletari que sabia tot just llegir i no podia pagar llibres enquadernats. Els temes d'aquesta literatura precipitada i lliurada en petits plecs eren històrics, obreristes, sexuals o una barreja de tot això. La segona part de María, la hija de un jornalero, La marguesa de Bellaflor o El niño de la Inclusa (1847-1848), transcorre durant la Regència del general Espartero, a qui critica, i on retrata María ja casada i consagrada a fer bones obres, mentre que un noble intriga per a seduir-la i enfonsar el seu matrimoni i d'altres la calumnien. Va escriure altres novel·les de fulletó, com ara Los pobres de Madrid, Justicia divina, Los verdugos de la humanidad, Pobres y ricos, o La bruja de Madrid (1849) i El palacio de los crímenes. Totes elles consten de nombrosos volums.
Va conrear també la novel·la històrica amb Ernestina (1848), sobre la invasió de Sicília per Enric de Suàbia l'any 1194 i la novel·la documental, amb obres com ara El tigre del Maestrazgo (1846-1849) sobre el militar carlí Ramon Cabrera i Grinyó, obra que va irritar els carlins de manera que Rafael González de la Cruz va escriure'n una altra com a refutació, El vengador y la sombra de Cabrera: refutación del Tigre del Maestrazgo, o sea De grumete a general, historia-novela de D. Wenceslao Ayguals de Izco (Madrid, 1849).
Com a dramaturg se li deuen algunes comèdies costumistes, com ara Lisonja para todos (1833), comèdies convencionals com ara Amor duende, joguines còmiques com Los dos rivales, la tragèdia clàssica El primer crimen de Nerón (1839), el drama Los negros i el poema filosòfic El derecho y la fuerza (1866).
També va escriure un diccionari biogràfic i històric, El panteón universal i va traduir, entre altres obres, diverses novel·les i les Cartes del Viatge a Espanya i el Marroc d'Alexandre Dumas, El jueu errant i altres novel·les importants d'Eugène Sue i la novel·la antiesclavista de Harriet Beecher Stowe La cabana de l'oncle Tom, o Vida dels negres al sud dels Estats Units (1852); va traduir també Luxe i misèria d'Ann S. Stephens, entre altres obres i autors. És considerat un dels escriptors de major contingut social del segle xix.

## Obres

### Novel·la
- María la hija de un jornalero, Madrid: Wenceslao Ayguals de Izco, 1845-1846, molt reimpresa.
- La marquesa de Bellaflor o El niño de la inclusa, Madrid: Miguel Guijarro, 1869.
- El palacio de los crímenes o El pueblo y sus opresores, Madrid: Miguel Guijarro, 1869 (considerada la tercera i última part de María o La hija...).
- Pobres o ricos o La bruja de Madrid: novela de costumbres sociales, Madrid: Wenceslao Ayguals de Izco, 1849-1850; reimpresa el 1851 i el 1856, i modernament com La bruja de Madrid Barcelona: Taber, 1969.
- Los pobres de Madrid: novela popular [S.l.: s.n.], 1857 (Madrid: Imp. de Ayguals de Izco Hermanos).
- La Justicia divina, o, El hijo del deshonor: novela original española, Madrid, 1859 (Imp. de Ayguals de Izco Hermanos).
- El Tigre del Maestrazgo o sea De grumete a general: historia-novela, Madrid, 1846-1848 (Impremta de Don Wenceslao Ayguals de Izco), reimpresa en el mateix lloc i impremta, 1849.

### Miscel·lànies
- Album de Momo: colección de lo más selecto que se publicó en La Risa ó sean Composiciones jocosas en prosa y verso de Hartzenbusch... et. al., Madrid: Imp. de Wenceslao Ayguals de Izco, 1847.
- La Escuela del pueblo: páginas de enseñanza universal, seguidas de una recopilación de las obras más selectas... para perfeccionar el entendimiento humano, Madrid: Ayguals de Izco Hermanos, 1852-1853, disset toms de nou vols. (una enciclopèdia temàtica de tota mena de matèries).
- El cancionero del pueblo: colección de novelas, comedias, leyendas, canciones, cuentos y dramas originales escritos y dedicados al pueblo español por Villergas y Aiguals de Izco, Madrid: Sociedad Literaria, 1844-1845 (Imp. de Wenceslao Ayguals de Izco); reimprès en el mateix lloc i impremta, 1848.
- La Carcajada: colección de lo más selecto que en el género jocoso han escrito nuestros antiguos poetas per Don Wenceslao Ayguals de Izco. Madrid: Wenceslao Ayguals de Izco, 1844; reimprès amb el títol La carcajada, València: Roig Impresores, 1996.
- La Risa : enciclopedia de estravagancias: obra clásico-romántica de costumbres, de literatura, de sana moral, de gastronomía y de carcajadas / escrita en prosa y verso por varios poetas de buen humor y un habilísimo cocinero; publica la Sociedad Literaria bajo la dirección de D. Wenceslao Ayguals de Izco, Madrid, 1843-1844 (Imp. de la Sociedad Literaria).
- La maravilla del siglo, cartas a Maria Enriqueta o sea Una visita a París y Londres durante la famosa exhibición de la industria universal de 1851 Madrid, 1852 (Imp. de Ayguals de Izco Hermanos).
- El Fandango, Madrid: Sociedad Literaria, 1844-1846 (Impremta de Wenceslao Ayguals de Izco) 24 números de la revista que componen un tom.
- Composiciones jocosas en prosa de los Sres. Hartzenbusch, Ayguals de Izco... y otros escritores contemporaneos o sea Colección de lo más selecto que publicó en la risa, publicada per A. Herrmann Leipzig: F.A. Brockhaus, 1878.

### Poesia
- El derecho y la fuerza: poema filosófico, Madrid, 1866 (Imp. de R. Labajos).
- Invocación a las musas: escrita en varios metros para celebrar, en el teatro de variedades, la inauguración de la Sociedad Dramática de Jóvenes Artistas (alumnos del Conservatorio), Madrid, 1853 (Impremta d'Ayguals de Izco Hermanos).
- El espejo de lealtad: composición lírica, Barcelona, 1830 (Imp. Viuda e Hijos de Antonio Brusi).
- Famoso litigio o sea Espediente poético-prosaico encontrado por... casualidad... y seguido en tiempos... muy remotos entre una musa lavandera del Turia, y un vate con zaragüelles, de la ribera del Júcar, en el juzgado ordinario de un alcalde... de cierto pueblo de la provincia de Valencia, Madrid: Sociedad Literaria, 1844 (Impremta de Wenceslao Ayguals de Izco).

### Discursos
- Don Wenceslao Ayguals de Izco a sus compatriotas, València, 1840 (Imp. a càrrec de Lluch).

### Història
- El panteón universal. Diccionario histórico (De vidas interesantes, aventuras amorosas, sucesos trágicos, escenas románticas, lances jocosos, progresos científicos y literarios, acciones heroicas, virtudes populares, crímenes célebres y empresas gloriosas de cuantos hombres y mujeres de todos los países, desde el principio del mundo hasta nuestros días, han bajado al sepulcro dejando un nombre inmortal. Con la colaboración de Basilio Sebastián Castellanos, Ventura Ruiz Aguilera, Luis Miquel y Roca, Mariano Carreras y González, Francisco Zea, Blas María Araque, Joaquín M. Bover, Madrid: Impremta d'Ayguals de Izco, 1853-1854, 4 vols.
- Los Jesuitas o análisis documentado de la Compañía de Jesús, por las autoridades más competentes, desde su fundación en el año de 1540, Madrid: Sociedad Literaria, 1848 (Imp. de W. Ayguals de Izco).
- Los Verdugos de la humanidad desde el primer Siglo hasta nuestros días: cuadros históricos recopilados por Wenceslao Ayguals de Izco, Madrid, 1855 (Imp. d'Ayguals de Izco Hermanos).
- España laureada: compilación de lo más selecto que en el elogio de nuestra patria han escrito doctísimos varones así nacionales como extranjeros ilustrada con notas por Wenceslao Ayguals de Izco Madrid, 1854 (Imp. d'Ayguals de Izco Hermanos). Contiene Respuesta a la cuestión ¿Qué se debe a la España? por el abate Denina; Oración apologética por la España y su mérito literario de Juan Pablo Forner; Ensayo histórico-apologético de la literatura española... disertaciones del abate Javier Lampillas; Historia crítica de España y de la cultura española por Francisco de Masdeu.
- Galería regia y vindicación de los ultrajes extranjeros: obra pintoresca literaria y religiosa, Madrid, 1843-1844 (Imp. de la Sociedad Literaria), 2 vols.
- Galeria Regia ó Biografías de los Reyes de España desde el primero de los Godos hasta Isabel II. Recopiladas, aumentadas y corregidas por la Sociedad Literaria de Madrid bajo la dirección de Wenceslao Ayguals de Izco, M., Imp. de Wencesalo Ayguals de Izco, 1845, 4 vols.

### Teatre
- Un héroe de las barricadas: monólogo patriótico dedicado al valiente pueblo de Madrid. Madrid, 1854 (Imp. d'Auguals de Izco Hermanos).
- El primer crimen de Nerón, 1830, tragèdia, adaptació de l'obra de Jean Racine.
- Amor duende o Cuál es Mendoza, 1829, comèdia.
- ¡Dios nos libre de una vieja!, 1844, comèdia.
- Lisonja a todos: comedia en tres actos y en verso, Barcelona, 1833 (Impr. d'A. Bergnes y Comp.); és una adaptació d'un original italià.